# Ватник (прозвище)

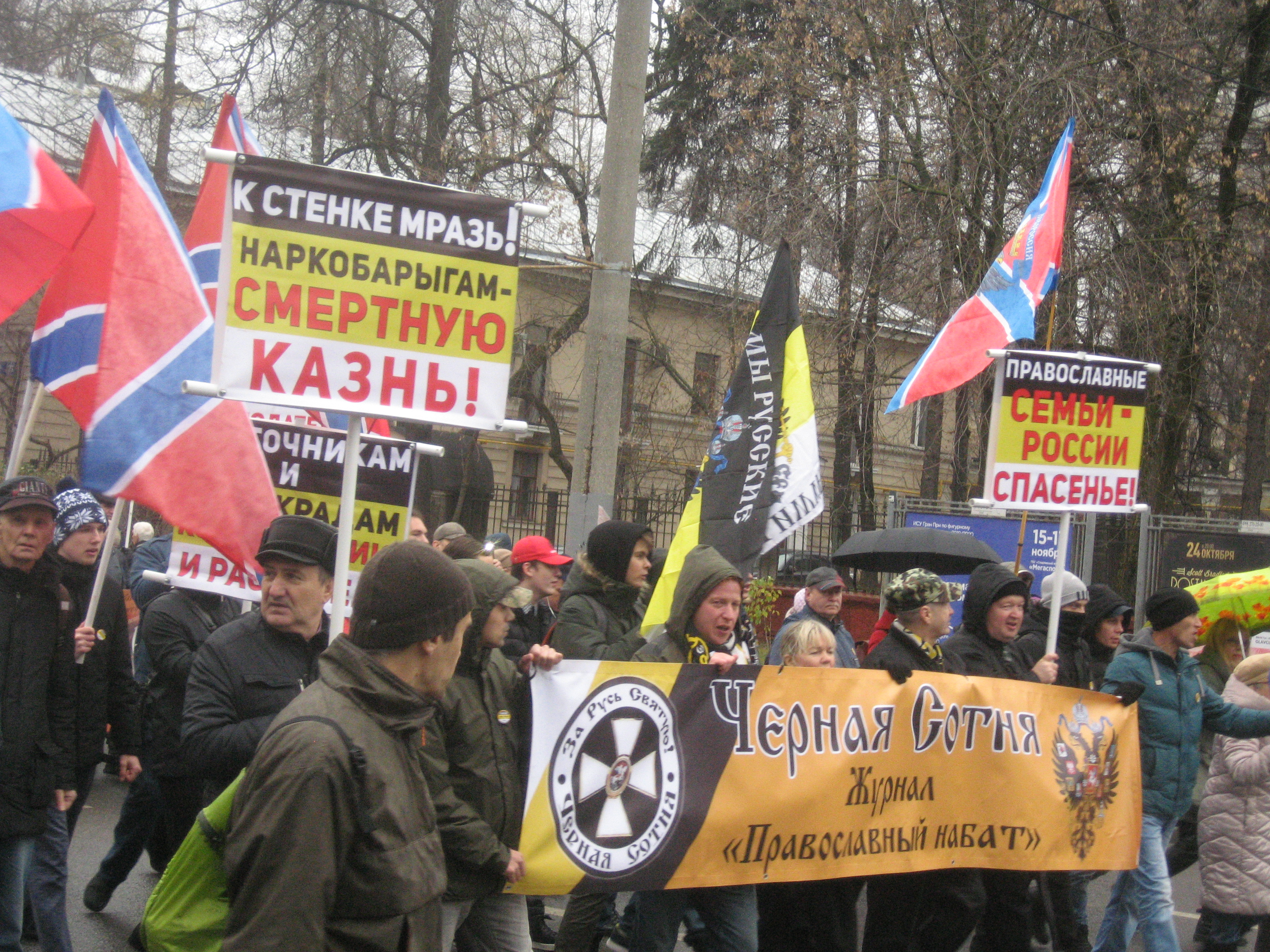
Люди, по отношению к которым используется прозвище, на демонстрации

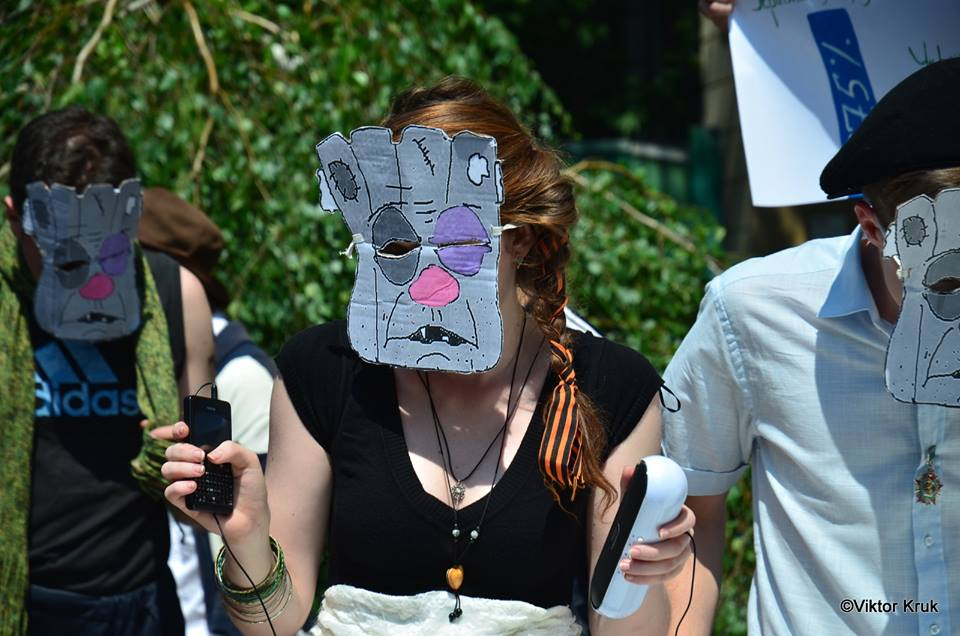
Киевская молодёжь на антироссийской акции Бойкот российского кино в 2015 г. На лицах — изображение Ватника, интернет-персонажа комиксов

Ва́тник, ва́та — негативно окрашенное прозвище лиц, поддерживающих современный политический режим в России, его внутри- и внешнеполитический курс. Используется в сетевом жаргоне для охарактеризования оппонентов с пророссийскими взглядами, чаще всего в дискуссиях на тему российско-украинских отношений (ср. прозвище «укроп» для украинцев, поддерживающих Евромайдан и антироссийскую риторику в интернете). Пейоратив и дисфемизм, часть «языка вражды». Кроме русского языка, встречается в латышском (vatņiks) и украинском (ватник) языках. Подобно многим дисфемизмам, употребляется и как ироничное самоназвание.

## Происхождение
Прозвище происходит от предположения о том, что ватник является исконно русским предметом одежды, и впервые появилось за несколько месяцев до начала массовых протестов после выборов в Государственную думу в 2011 году в виде мема «Рашка — квадратный ватник» в одной из групп социальной сети «ВКонтакте» . Графическое оформление, с очевидным заимствованием из образа персонажа мультфильмов Губки Боба Квадратные Штаны, приписывается Антону Чадскому: серая фигурка человека-варежки квадратной формы с синяком под глазом и красным носом, «образец политического китча». По мнению автора, образ «ватника» собирает все отрицательные качества типичного россиянина и обличает нездоровые процессы, происходящие в российском обществе. Интернет-мем, как заявляет Чадский, «объединил в себе все черты левых, правых, центристов, националистов, коммунистов — всех так называемых патриотов России». Создатель мема также заявил, что в группе ВКонтакте занимался «антироссийской работой ещё с 2010 года».
По словам Чадского, «патриотизм Ватника — это тотальная любовь к действующему режиму». Сам автор мема уверен, что популярность «ватника» обусловило то, что тот занял свободную нишу, как в своё время соответствующую нишу нашло слово «совок». Позднее мем начал набирать популярность: на Болотную площадь (со слов Чадского) люди выходили с плакатами, на которых был изображен Ватник, про Ватника стали писать в блогах. Дополнительную известность интернет-персонажу принесла отрицательная реакция на него со стороны ряда общественных сил, рассматривающих данный мем как проявление русофобии. Позднее появилось слово «вата», обозначающее аморфную массу, состоящую из «ватников».

## После 2014 года
В 2014 году на фоне украинского кризиса в русской разговорной речи появляется несколько слов-пейоративов, быстро приобретших популярность в сетевой среде, среди которых одним из наиболее употребимых стал пейоратив «Ватник». Лингвисты Савельева У. А. и Козлова А. В. считают, что термин стал общепринятым в антироссийской среде. Он набрал популярность и превратился в прозвище, используемое сторонниками Майдана для противников внутри Украины и россиян. Одновременно словосочетание «полная вата» в интернетном жаргоне потеряло существовавшее с 2003 года эвфемистическое значение «провал», и «вата» стала синонимом «ватника». Политическое значение слова «ватник» не закрепилось в обыденной русской речи и распространено лишь в Интернете.

## В языке
В русском языке «ватник» прошёл типичную для дисфемизма эволюцию: атакованная группа нашла позитивное значение («ватники — традиционная одежда советских танкистов») и приняла выражение в качестве ироничного самоназвания (ср. «гёзы»), появились стихотворения «Ватник я и колорад», «Я ватник из бессмертного полка» и песня «Я ватник, я тот самый колорад».
В 2017 году житель Саратова был осуждён по 282-й статье УК РФ на 160 часов обязательных работ в связи с его призывом «устроить холокост ваты». При этом прокуратура для определения объекта ненависти оперировала термином «группы лиц, для номинации которых используется слово вата/ватник».

## Оценки

### Появление
Журналист Константин Скоркин пишет, что мем «ватник» появился как символ «кондового российского патриотизма, замешанного на культе Сталина», однако в условиях противостояния слова вроде «ватник» и «укр» / «укроп», изначально высмеивавшие «уродливые формы ультрапатриотизма», могут маркировать «всех подряд по другую линию мнимого фронта»; Скоркин квалифицирует употребление подобной лексики как типичное размежевание на «свой — чужой» в условиях увеличивающейся дегуманизации. Кандидат филологических наук Ирина Левонтина отметила, что слово «ватник» в контексте украинских событий сначала превратилось в «обозначение туповатого носителя российского имперского сознания, полностью зависимого от телевизора», а позднее оно стало перениматься стороной противника в качестве самоназвания. Так, «сторонники имперской государственности» стали говорить: «да, мы ватники, я ватник, я ватница». Филолог сравнила данную ситуацию со словом «санкюлоты» (бесштанники), которое сначала было ругательством, потом стало самоназванием французских революционеров.

### Характеристика персонажа
По мнению антрополога и фольклориста М. Д. Алексеевского, данный персонаж интернет-культуры представлял собой «провокационный образ „квасного патриота“, ксенофоба и антисемита». По мнению украинского журналиста Олега Карпьяка, «ватник» — это «собирательный образ твердолобого российского патриота, фанатично преданного идее „Русского мира“».

### «Слово ненависти»
Российский лингвист Гасан Гусейнов дал оценку слову: «Ватник — это предмет одежды бедных, обездоленных людей, у которых больше ничего нет и которые готовы его носить до конца своих дней. Он обозначает примитивного человека, который неспособен восстать против тех, кто угнетал его всю его жизнь. Это очень оскорбительное слово». Гусейнов считает это слово одним из прочих выражений «языка ненависти», возникшего на фоне российско-украинского конфликта. Подобные оценки высказывались и другими экспертами. Лингвист Михаил Кронгауз отметил, что это «слово ненависти» имеет и социальный оттенок, так как ватники — одежда «не самых высоких слоёв общества». Кронгауз утверждает, что «вырабатываются специальные слова ненависти, когда для одной или другой противоборствующей стороны придумывается как можно более оскорбительное название, потому что привычные нам „кацап“, „москаль“ и „хохол“ никого уже не обижают: они слабые. Так появилось название „ватник“ для прорусски настроенных граждан — тут не только национальная окраска, но и социальная: ватник — это одежда (либо лагерная, либо рабочая) для не самых высоких слоев общества, поэтому это ещё и принижение по социальному признаку».
В материале информационно-аналитического центра «Сова» отмечается, что в контексте данного конфликта слово зачастую применяется русскими националистами — сторонниками Майдана по отношению к «патерналистски настроенным сторонникам России», ностальгирующим по территории СССР и Российской империи. В статье, опубликованной на сайте украинского телеканала «24», слово «ватники» трактуется как «россияне и украинцы, которые активно поддерживают идею „русского мира“ и величия советского прошлого», при этом «русский мир» понимается как «идея восстановления российскоцентристского воздействия на все территории бывшего Советского Союза».
Культурологи Д. А. Радченко и А. С. Архипова указывают на семантическую пару со словом «валенок» (пренебрежительный жаргонный термин для недалёкого, необразованного, «медленного» человека).
Российский филолог Алексей Михеев отметил, что в 2015 году «оскорбительные слова типа „ватник“ и „укроп“ поменяли свою окраску… их стали употреблять иронически», а семантика этих слов размылась. Михеев отметил, что эти слова стали использоваться как «парадоксальная идентификация» и «браться на вооружение» вроде «Я ватник и этим горжусь». На это же обращает внимание и российский лингвист, кандидат филологических наук, старший научный сотрудник Института русского языка РАН Ирина Левонтина. В статье в приложении к Российской газете в качестве ответа на пропагандистское использование слова «ватник» предлагается вспомнить роль соответствующего предмета одежды в истории России.
В октябре 2015 года в Киеве обсуждалась идея создания специального словаря для украинских СМИ, которые освещают события на Донбассе, с целью популяризации использования нейтральной терминологии для описания конфликта. Среди прочего, заместитель министра информационной политики Украины Татьяна Попова тогда заявила, что журналистам будет рекомендовано избегать «обидных для кого-то» слов вроде «ватники».

## Производные
В то же время для обозначения украинского сторонника ура-патриотизма возник образ «вышиватника». В нём соединились два слова: вышиванка и ватник. «Вышиватник» крайне негативно относится к тем, кто не разделяет его точку зрения, и подобно «ватнику» может быть агрессивен.
В российско-украинском противостоянии наряду с прозвищем «укроп» существует также и украинский аналог «ватника» — интернет-мем (карикатура) «сальник» («саловатник», «вышиватник», «западенець»), имеющий ряд похожих с «ватником» черт и продемонстрированных негативных признаков, образ оформлен в виде куска сала с признаками украинской культуры (чуб, шаровары).